# Endrosa tecticola
Endrosa tecticola är en fjärilsart som beskrevs av Thomann 1951. Endrosa tecticola ingår i släktet Endrosa och familjen björnspinnare. Inga underarter finns listade i Catalogue of Life.